# Bhalakacha
Bhalakacha – gaun wikas samiti w zachodniej części Nepalu w strefie Rapti w dystrykcie Rukum. Według nepalskiego spisu powszechnego z 2001 roku liczył on 653 gospodarstw domowych i 3858 mieszkańców (1931 kobiet i 1927 mężczyzn).